# Major Tom
Major Tom é um astronauta fictício criado por David Bowie, que pode ser ouvido nas músicas "Space Oddity", "Ashes to Ashes" e "Hallo Spaceboy". A interpretação de Bowie do personagem envolve completamente sua carreira. A música "Space Oddity" de 1969 retrata um astronauta que deixa a vida na Terra para viajar além das estrelas. Em "Ashes to Ashes" música de 1980, Bowie reinterpreta Major Tom como uma oblíqua autobiografia simbolizando ele próprio. Major Tom é descrito como um viciado, "We know Major Tom is a junkie, Strung out in heavens high, hitting an all-time low". Esta letra foi interpretada como uma brincadeira no álbum Low que traça sua recuperação após o abuso de drogas nos Estados Unidos. Um período depois, houve uma outra referência a Major Tom e sua partida "para fora" ou para o espaço.
Outros artistas que utilizaram a personagem de Bowie, incluindo Peter Schilling e sua música "Major Tom (Coming Home)" (refeita por Shiny Toy Guns em 2009 e William Shatner em 2011); "Major Tom" por Earth Below Us em 2010; "I'm a Soldier por Stefán; "Mrs. Major Tom" por  K.I.A; "Somewhere" por Tnaya Ball; "Rocket" por Def Leppard; "Rain or Shine" por Five Star; Terrence Loves You por Lana Del Rey; entre outras. A música de Elton John, "Rocket Man" presume que seja uma alusão a Major Tom. De facto, Bowie faz a conexão durante os shows, dizendo durante a música, "Oh, Rocket Man!".

## Músicas
Em Space Oddity, no álbum de 1969 também nomeado de Space Oddity, a saída de Major Tom da Terra é bem sucedida e tudo anda de acordo com os planos, mas há um corte na comunicação com "Ground control", sendo sua última transmissão a frase, "Tell my wife I love her very much"  e a resposta é "she knows".
Na música de 1983 de Peter Schilling, "Major Tom (Coming Home)", Major Tom manda uma última menssagem, "Give my wife my love..."  sem que haja resposta da Terra até ao ponto. Ele então declara que está voltando para casa, sendo comandado pela Luz, que pode ser interpretada como Pós morte. O vídeo associado a música também mostra um objeto caindo de volta através da atmosfera, que presumidamente poderia ser o próprio Major Tom, ou então sua nave. Nesta música a palavra "Light" na frase "now the Light commands" é ouvida ou transcrita como "life", mas nas notas do álbum Error in the System (e o original em alemão) confirma a palavra "light".
Também em 1983, a música de Schilling foi regravada por Plastic Bertrand, mas com a letra levemente modificada, onde Major Tom prefere ficar longe do egoísmo da Terra e do perigo da guerra nuclear.
Ainda em 1983, a música "Why Me?" pela banda Planet P Project, também sobre um astronauta, pode ser indiretamente referenciada a Major Tom na estrofe, "The last man to leave here was never heard from again. He won't be back this way til 2010", embora pareça ser mais uma referência ao personagem David Bowman (note a similaridade dos nomes) em 2001: A Space Odyssey, que reaparece em 2010 (2010: Odyssey Two).
Em 2010 "Major Tom" na verdade, foi ouvido mais de uma vez em Earth Below Us criando uma versão moderna da música original.
A música "Boucin' Off the Walls" de 1984 por Matthew Wilder, não nomeia o seu personagem principal, mas pode ser uma continuação da história de Schilling, contando a ardente em chamas de Major Tom durante a entrada na atmosfera terrestre.
O single, hit de 1986 "Rain or Shine" pelo grupo britânico de pop rock, Five Star menciona Major Tom em sua letra.
Em 1995, a música "Hallo Spaceboy" de David Bowie, foi remixada pela dupla Pet Shop Boys, com letras adicionais (cantadas por Neil Tennant) tiradas de "Space Oddity".
Na música "Mrs. Major Tom", relançada pelo artista K.I.A. (no álbum Neuphoria Recordings de 2002), a história ganha continuação, mas agora contada da perspetiva da esposa deixada na Terra.
A introdução de "Cosmonaut" música do álbum Relationship of Command (2000) por At the Drive-In contém a "menssagem final" de Major Tom depois de ele morrer no espaço. A menssagem é comumente usada para introduzir Cosmonaut nos shows ao vivo.
Major Tom também obteve rápidas referências em outras música, como "Rocket" da banda Def Leppard, "Empty Glass" da banda The Tea Party e "Apple of Sodom" de Marilyn Manson.
A letra "My mother said to get things done, you'd better not mess with Major Tom" contida originalmente em "Ashes to Ashes", aparece na música "Cicatriz: Part III" no álbum ao vivo, "Scabdates" dos The Mars Volta.
Major Tom é referenciado na música "Fantastic 6"  pela banda Alphabet na estrofe "They have crash helmets on, just like Major Tom".
Major Tom é rapidamente mencionado pela banda punk The Cab na música "Angel With a Shotgun".
Major Tom é mencionado no final da música de Lorraine Bowen, "Space", "We might bump into Major Tom. I hope he doesn't chat for too long".
A Banda Australiana de "spy-chedelic" indie, "Major Tom & The Atoms" tiraram o nome da banda do personagem Major Tom. O primeiro cantor e compositor, 'Major' Tom Hartney proclama estar trabalhando na continuação da saga de Space Oddity. Entretanto até a presente data, nenhuma gravação de seu anunciado trabalho foi disponibilizada.
Em 2015, David Bowie retoma o personagem em Blackstar, presente no álbum homônimo de 2016, Blackstar. Apesar de não haver confirmação oficial de que a canção retrata Major Tom, são claras as referências. No videoclipe da música, a persona central é um astronauta morto, cujo crânio é levado para a realização de rituais numa cidade de outro mundo. Especula-se que Bowie estaria aqui contemplando a sua própria mortalidade, e isso é reforçado com o entendimento do álbum como um todo. 

### Covers
Existem diversas versões cover das músicas de David Bowie que mencionam Major Tom assim como da música de Peter Schilling, "Major Tom (Coming Home):
Em 1999 a banda Helloween lançou o cover de "Space Oddity" no álum Metal Jukebox.
Um cover de "Space Oddity" também aparece na edição especial dee Space Metal, uma coleção de ficção científica e músicas relacionadas, no segundo disco. A banda americana de rock I Hate Kate incluiu um cover de "Major Tom (Coming Home)" por Peter Schilling no seu CD Embrace The Curse. este cover não está incluido os versos depois do segundo refrão, que descreve a mensagem de Major Tom. Colin Forsythe cantou a cross over mix de "Space Oddity" com "Christmas Time (Don't Let the Bells End)" em seu álbum de estréia de 2007, He's Just Not That Into You. Em 2007 The contact criou o bem recebido cover de 'Major Tom (Coming Home)" no álbum Canvas Tears.
A cantora Cat Power gravou um cover de Space Oddity de David Bowie para uso de um comercial da Lincoln MKS em 2009. Logo depois, a banda americana Shiny Toy Guns gravou um cover de Major Tom (Coming Home) em 2009 para uso de um comercial para a 2010 Lincoln MKZ. Alcançando a posição 36 no Top 200 Songs no iTunes, resultando em sua estréia a posição 97 na Billboard Hot 100.
Cold gravou um cover em 1998 para o lançamento do Oddity EP.
Tears for Fears gravou um cover de "Ashes to Ashes" para o "Ruby Trax", uma coletânea de covers para a revista NME de 1992.
Collide gravou uma versão moderna (mas muito próxima da original) de "Space Oddity" no álbum These Eyes Before de 2009.
A banda de Death Metal Behemoth regravou "Hallo Spaceboy" no lançamento de Thelema.6 na Limiter edition Digipak em 2000.
No começo dos anos 90 a banda de rock Saigon Kick também gravou um cover de "Space Oddity" em seu álbum de 1993, Water.
Natalie Merchant gravou um cover de "Space Oddity" durante seu tour Tiger Lily.
A dupla neozelandesa de comedic folk Flight of the Conchords faz uma alusão a Major Tom e sua musica tributo "Bowie" de 2008 onde lançam o próprio David Bowie para o espaço, e lhe dá a patente de tenente.
Os Flying Pickets também fizeram uma versão vocal da música.
O grupo de fantoches "Fluff & Such" criaram uma versão de fantoches.
A cantora francesa Émilie Simon gravou "Space Oddity" para a Compilação Bowiemania: Mania, une collection obssessionalle de Beatrice Ardisson em 2007.
William Shatner gravou um álbum em 2011 titulado Seeking Major Tom, onde está incluido os covers de "Space Oddity", "Major Tom (Coming Home) de Peter Schilling, "Mrs. Major Tom" de K.I.A. e "Rocket Man" do Elton John. 
Antes de partir da estação espacial o astronauta Chris Hadfield fez um cover da musica Space Oddity com Chris Hadfield interpretando o Major Tom, com o astronauta percorrendo e cantando sozinho pela estação. Essa versão foi classificada por David Bowie como "a mais comovente já feita"